# Sabine John
Sabine John (născută Möbius; în timpul primei căsătorii Paetz; n. 16 octombrie 1957, Döbeln, Republica Democrată Germană, Germania) este o atletă ce a reprezentat Republica Democrată Germană, medaliată olimpică. A participat la o ediție a Jocurilor Olimpice (1988) în care a câștigat medalia de argint în proba de heptatlon.

## Palmares
| An   | Competiție                        | Locație                    | Loc | Eveniment | Note   |
| ---- | --------------------------------- | -------------------------- | --- | --------- | ------ |
| 1979 | Cupa Europeană de Probe Combinate | Dresda, Germania de Est    | 4   | pentatlon | 4548   |
| 1982 | Campionatul European              | Atena, Grecia              | 2   | heptatlon | 6595   |
| 1983 | Campionatul Mondial               | Helsinki, Finlanda         | 2   | heptatlon | 6662   |
| 1985 | Cupa Europeană de Probe Combinate | Krefeld, Germania de Vest  | 1   | heptatlon | 6595   |
| 1986 | Jocurile Goodwill                 | Moscova, Uniunea Sovietică | 4   | heptatlon | 6456   |
| 1987 | Cupa Europeană de Probe Combinate | Arles, Franța              | –   | heptatlon | NT     |
| 1988 | Jocurile Olimpice                 | Seul, Coreea de Sud        | 6   | lungime   | 6,55 m |
| 1988 | Jocurile Olimpice                 | Seul, Coreea de Sud        | 2   | heptatlon | 6897   |

## Legături externe
- Materiale media legate de Sabine John la Wikimedia Commons
- en Sabine John la World Athletics
- en Sabine John la Olympedia.org